# Coloeus
Coloeus és el nom d'un subgènere del gènere Corvus, que en època recent alguns autors han passat a considerar un gènere independent (Rasmussen & Anderton 2005). Consta de dues espècies relativament petites que reben el nom de gralles. Tenen la part superior del cap, ales i cua negroses i la resta del plomatge més pàl·lid (Madge & Burn, 1994).

## Llistat d'espècies
- Gralla occidental (Corvus monedula o Coloeus monedula), que habita Europa Occidental. Escandinàvia, Àsia Septentrional i Àfrica Septentrional.
- Gralla oriental (Corvus dauuricus o Coloeus dauuricus), que habita l'Àsia oriental fins al Japó.[4]